# Viaggio in fondo al mare
Viaggio in fondo al mare (Voyage to the Bottom of the Sea) è un film del 1961 scritto, diretto e prodotto da Irwin Allen, di genere fantascientifico.
Dalla pellicola venne tratto un romanzo omonimo dello scrittore Theodore Sturgeon pubblicato nel giugno del 1961 (lo stesso periodo dell'uscita del film) e una serie televisiva omonima di 110 episodi trasmessi nel corso di quattro stagioni dal 1964 al 1968.

## Trama
A causa di una serie di misteriose radiazioni cosmiche, la fascia di van Allen nell'atmosfera si incendia surriscaldando la crosta terrestre con conseguenze catastrofiche. Il sommergibile atomico Seaview si trova al Polo e riesce a salvare un uomo su un blocco di ghiaccio semi sciolto. L'ammiraglio Nelson, coadiuvato da due stimati scienziati presenti a bordo, studia senza posa il fenomeno per cercare una soluzione. Nel frattempo le foreste prendono fuoco e la temperatura si alza di due gradi al giorno.
Finalmente i tre studiosi trovano la soluzione: sparare un missile nucleare dalle isole Marianne nell'Oceano Pacifico verso l'atmosfera. L'operazione deve però essere effettuata esattamente tra le ore 15.52 e le ore 16 del 29 agosto, altrimenti il sottomarino perderà il punto ottimale e così la possibilità di salvare il mondo. L'ammiraglio comanda al capitano Crane di non pensare ad altri eventuali superstiti sui ghiacci e dirigersi immediatamente verso l'Organizzazione delle Nazioni Unite a New York.
Il Seaview si infila nel fiume sin sotto al Palazzo di Vetro e i tre studiosi si recano all'assemblea che si sta tenendo su questa emergenza mondiale. Qui gli altri scienziati e specialisti sono contrari ad azioni di forza e il dottor Zucco dichiara (e convince anche gli altri) che quando l'atmosfera esterna arriverà ad una temperatura di 173 gradi fahrenheit il fuoco si estinguerà da solo, e che questo accadrà il 30 agosto. L'ammiraglio Nelson non è assolutamente d'accordo e, non riuscendo ad ottenere il consenso sul suo piano da parte delle nazioni unite, dichiara che ascolterà solo il suo comandante in capo, il presidente degli Stati Uniti d'America e quindi fugge via, lasciando indietro uno dei due studiosi.
Riesce a rifugiarsi sul sommergibile e, nonostante che vi siano poliziotti sull'imbarcazione, dà ordine di inabissarsi. Subito dà ordine di dirigersi verso le isole Marianne e nel frattempo cerca di mettersi in comunicazione con il presidente. Neanche tramite cavi telefonici (interrati nell'oceano di fronte all'Argentina) riescono ad avere una comunicazione, anzi pare che Washington non esista più. Convinto sempre di più del suo piano, l'ammiraglio Nelson continua nella sua spedizione, mentre a bordo iniziano malumori ed addirittura sabotaggi ed attentati. Finalmente dopo aver superato un tratto di mare minato, sconfitto un polipo gigante, evitato un ammutinamento, essersi salvati dall'inseguimento di un altro sommergibile che aveva l'ordine di fermarli e fermato un pazzo con tanto di bomba che minacciava l'equipaggio, compiono la loro missione lanciando il missile (intanto il 29 agosto la temperatura era già a 173 gradi e continuava a salire dimostrando che il dottor Zucco aveva torto) e salvano il mondo.

## Accoglienza commerciale
Il film fu un discreto successo dal punto di vista del botteghino: incassò tra il 1961 e il 1962 ben 7 milioni di dollari, contro i due milioni dei costi (un quinto dei quali solo per allestire gli interni del sommergibile).

## Colonna sonora
Frankie Avalon, oltre a ritagliarsi un piccolo ruolo, ha cantato la canzone all'inizio del film.

## Opere derivate
Irwin Allen riutilizzò il sonoro, il set ed alcune scene del sommergibile in altre produzioni, prima fra tutte la serie televisiva dal titolo Viaggio in fondo al mare, che andò in onda dal 1964 al 1968, dove vennero impiegati gran parte dei guadagni del film stesso.